# 류보리
류보리는 대한민국의 텔레비전 드라마 작가이다. 

## 주요 작품
- 2020년 SBS 월화 미니시리즈 《브람스를 좋아하세요?》 ... 집필
- 2022년 SBS 월화 미니시리즈 《트롤리》 ... 집필